# Kildebrønde
Kildebrønde – miasto w Danii, w regionie Zelandia, w gminie Greve.